# Fujara
Fujara (phiên âm tiếng Slovak: [ˈfujaɾa]) là một loại sáo có nguồn gốc từ miền trung Slovakia. Đây là một loại sáo dọc bội âm của những người chăn cừu, có thiết kế tinh xảo và độc đáo. Có thể hiểu đơn giản, đây là một loại nhạc khí có âm vực rất trầm được xếp vào loại sáo có ba lỗ bấm.
Sáo Fujara có độ dài trung bình từ 160 cm đến 200 cm và có thể điều chỉnh ở các tông như La trưởng (A), Sol trưởng (G) hoặc Fa trưởng (F). Sáo Fujara có ba lỗ bấm được khoét ở phần thân dưới của sáo. Âm thanh của sáo được thoát ra từ lỗ âm cơ bản nằm ở phần trên cùng của ống sáo chính. Khi người ta thổi sáo, luồng hơi được dẫn qua một lỗ thông từ ống sáo phụ nhỏ hơn sang ống sáo chính. Lỗ thông này được gắn giữa hai ống sáo và được gọi là vzduchovod trong tiếng Slovak, có nghĩa là "kênh dẫn khí". Người chơi Fujara có thể cho ra những tần âm siêu trầm, nhưng thông thường kỹ thuật thổi Fujara chủ yếu dựa vào việc nhấn hơi hay nói cách khác là làm bổng cao độ của nốt gốc lên thay vì trầm xuống. Fujara có cấu trúc buồng âm đặc biệt với ống sáo rất dài nhưng lõi bên trong thì nhỏ, nên người thổi chỉ cần ba lỗ bấm, đồng thời dùng đến kỹ thuật bội âm là có thể tạo ra thang âm của hệ thống thất cung (Do Re Mi Fa Sol La Si). Để chơi sáo Fujara, người chơi thường đứng thẳng, giữ ống sáo dọc theo thân người rồi ép vào má đùi phải để thổi.

## Kỹ thuật và tầm ảnh hưởng

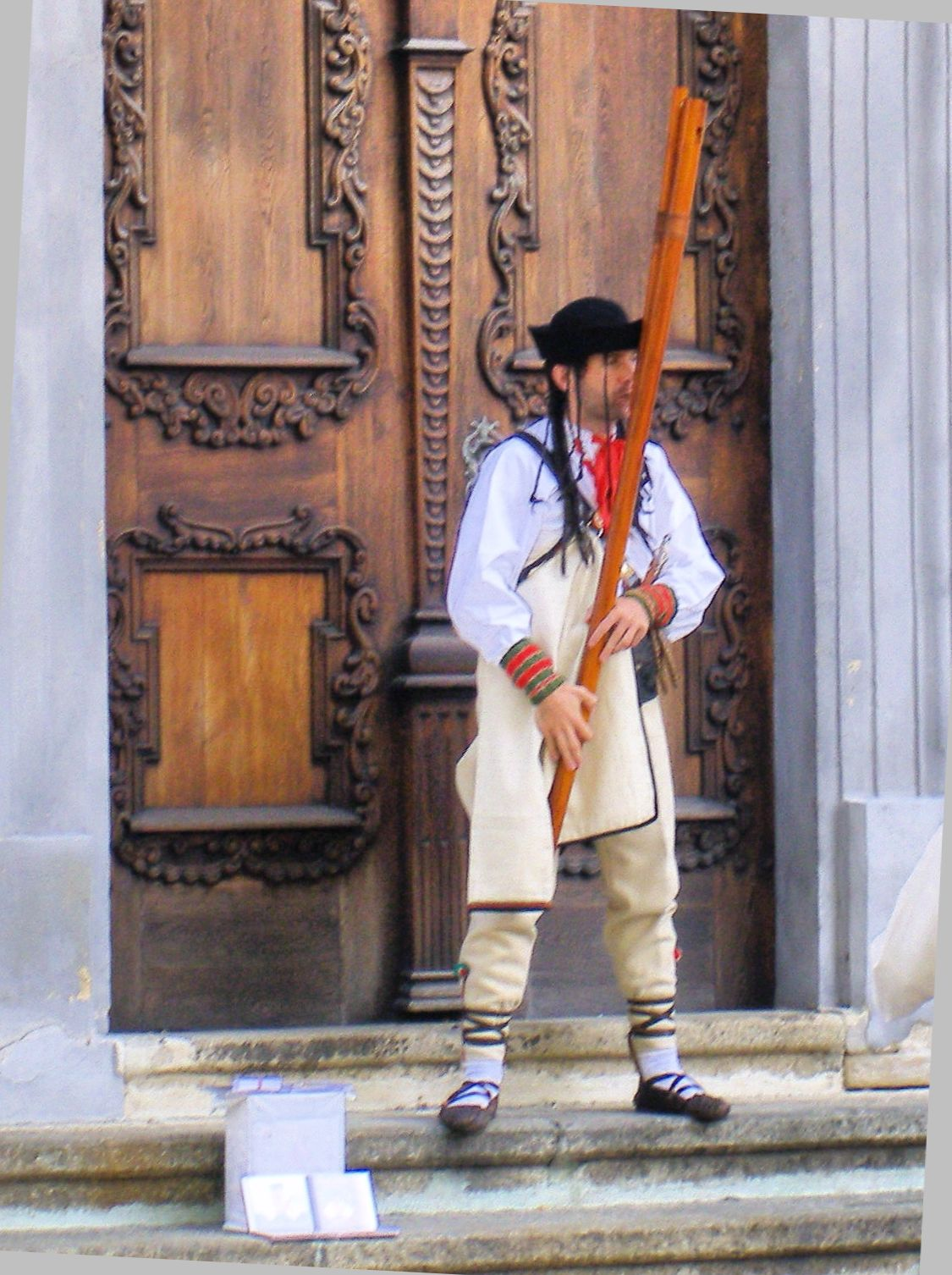
Một người thổi sáo Fujara

Do thiết kế đặc biệt của ống sáo, mà Fujara cho ra những âm sắc vừa sâu lắng vừa trầm ấm. Khi chơi sáo Fujara, các nốt hoa mỹ thường được thêm vào bản nhạc, đặc biệt là trong những bản nhạc có âm giai Mixolydia. Thông thường, người chơi sáo Fujara có hai cách xử lý nốt hoa mỹ. Đầu tiên là nhấn hơi nhanh vào từng nốt, để làm bổng cao độ của nốt gốc lên, trong tiếng Slovak là prefukovať. Tiếp đến là vuốt hơi để rải hợp âm, kỹ thuật này được gọi là rozfúkať.
Ban đầu, tiếng sáo Fujara vốn đến từ cánh đồng của những người chăn cừu, nhưng giờ đây tiếng sáo ấy đã lan xa đến cả những sân khấu biểu diễn nghệ thuật dân gian trong những thị trấn của Slovakia như Východná and Detva. Không chỉ vậy, sáo Fujara còn được những người yêu nhạc khí trên toàn thế giới học cách chơi, đặc biệt là những người đam mê sáo truyền thống ở Tây Âu và Bắc Mỹ. Tuy nhiên, dường như danh tiếng của sáo Fujara vẫn chưa thực sự xứng tấm với giá trị đích thực của nó. Thông thường, Fujara được biết đến như một nhạc cụ độc tấu nhưng vẫn có trường hợp có từ hai đến ba chiếc sáo được hòa tấu cùng lúc.
Năm 2005, Fujara đã được UNESCO công nhận là Kiệt tác truyền khẩu và phi vật thể nhân loại. Năm 2008, sáo Fujara lại tiếp tục được UNESCO ghi danh vào Danh sách Di sản Văn hóa Phi vật thể Đại diện của Nhân loại.